# George Follmer
George Follmer, född 27 januari 1934 i Phoenix, Arizona, USA, är en amerikansk racerförare.

## Racingkarriär
Follmer tävlade bland annat i Indianapolis 500 i USA i slutet av 1960-talet och början av 1970-talet. Han debuterade i formel 1 för det nystartade Shadow-stallet i en Shadow-Ford säsongen 1973. Han kom sexa i sitt debutlopp i Sydafrika och kom sedan som bäst på tredje plats i det efterföljande loppet i Spanien. Han fick inga fler poäng, varför han slutade på trettonde plats i förarmästerskapet. Follmer lämnade F1 och året efter tävlade han i NASCAR i USA.